# شاين ووكر (لاعب دوري الرغبي)
شاين ووكر (بالإنجليزية: Shane Walker)‏ هو لاعب دوري الرغبي أسترالي، ولد في 4 يناير 1971 في أستراليا.